# Johann Jacob Paul Moldenhawer
Johann Jacob Paul Moldenhawer (* 11. Februar 1766 in Hamburg; † 21. August 1827 in Kiel) war ein deutscher Botaniker. Sein offizielles botanisches Autorenkürzel lautet „Moldenh.“

## Leben und Wirken
Moldenhawer war ein Sohn des Theologen Johann Heinrich Daniel Moldenhawer. Er studierte zunächst bis 1783 Theologie an der Christian-Albrechts-Universität zu Kiel und der Universität Kopenhagen. Dort begann er sich mit Naturwissenschaften zu beschäftigen, vor allem mit der Botanik. Aufgrund der Herausgabe seines Werkes Tentamen in historiam plantarum Theophrasti 1791 wurde er 1792 als außerordentlicher Professor für Botanik und Obstbau an die Universität Kiel berufen, wo er gleichzeitig Vorlesungen in klassischer griechischer und lateinischer Literatur hielt.
Moldenhawers Leistung in der Botanik besteht unter anderem darin, eine Mazerationsmethode einzuführen, mit der er Pflanzenzellen aus dem Gewebeverband isolieren konnte und damit auch erkannte, dass die Einzelzellen der Pflanzen von einer Zellwand umgeben sind. Weiter galt sein Interesse den Leitgefäßen, bei denen er nachwies, dass sie zu Bündeln zusammengefasst sind. Er prägte den Begriff des Gefäßbündels. Er entdeckte diese Struktur zunächst am Mais, später auch an den Dikotylen. Bei seinen subtilen histologischen Studien entdeckte Moldenhawer auch die Schließzellen neben den Spaltöffnungen an den Blättern.
Moldenhawer wurde 1813 zum Ritter vom Danebrog geadelt, 1824 zum königlichen Justizrat ernannt.
Sein Grabmal befindet sich auf dem Parkfriedhof Eichhof bei Kiel.

## Schriften
- Tentamen in historiam plantarum Theophrasti. Sumtibus Benjamin Gottl. Hoffmann, Hamburgi 1791.
- Beyträge zur Anatomie der Pflanzen. Gedruckt in der Königlichen Schulbuchdruckerey durch C.L. Wäser, Kiel 1812.